# Filles de la Croix, Sœurs de Saint-André
Pour les articles homonymes, voir Filles de la Croix.
Les Filles de la Croix, sœurs de Saint-André (en latin : Institutum Filiarum Crucis seu Sororum Sancti Andreae) sont une congrégation religieuse féminine enseignante et hospitalière de droit pontifical.

## Historique
La congrégation est fondée par André-Hubert Fournet (1752-1834) curé de Saint-Pierre-de-Maillé avec la collaboration de Jeanne-Élisabeth Bichier des Âges pour l'éducation des enfants et le soin des malades.
En 1815, Jeanne-Élisabeth est reçue, par l'intermédiaire de la marquise de Croissy, en audience avec Louis XVIII, qui l'autorise à ouvrir un noviciat à Issy-les-Moulineaux. Les Filles de la Croix sont approuvées par le vicaire capitulaire de Poitiers en 1817 et confirmées le 17 novembre 1820  par Jean-Baptiste de Bouillé (1759-1842), évêque de Poitiers. En 1819, la mère Bichier des Âges, achète l'ancien prieuré des religieuses de l'ordre de Fontevraud à La Puye pour en faire la maison-mère de la congrégation. L'institut reçoit le décret de louange le 29 juillet 1867.

## Activités et diffusion
Les sœurs se consacrent à l'assistance aux malades et à l'enseignement.
Elles sont présentes en :
- Europe : France, Italie, Espagne.
- Amérique : Argentine, Brésil, Canada.
- Afrique : Burkina Faso, Côte d'Ivoire.

La maison-mère est à La Puye.
En 2017, la congrégation comptait 428 sœurs dans 70 maisons.

## Sources
- (anonyme) - Saint André-Hubert Fournet, curé de Maillé, diocèse de Poitiers, fondateur des Filles de la Croix dites Sœurs de Saint André - Milan, Typographie de la Sainte Ligue Eucharistique, 1933
- Annuaire catholique de France, 1961.